# Lili Matkovics
Lili Sára Matkovics (12 de enero de 2005) es una deportista húngara que compite en piragüismo en la modalidad de maratón. Ganó una medalla de plata en el Campeonato Europeo de Piragüismo en Maratón de 2025, en la prueba de C1.

## Palmarés internacional
| \| Campeonato Europeo \| Campeonato Europeo \| Campeonato Europeo \| Campeonato Europeo \| \| Año \| Lugar \| Medalla \| Competición \| \| ------------------ \| ------------------------ \| ------------------ \| ------------------ \| \| 2025 \| Ponte de Lima (Portugal) \| Medalla de plata \| C1 \| |                          |                  |             |
| Campeonato Europeo |                          |                  |             |
| Año | Lugar                    | Medalla          | Competición |
| 2025 | Ponte de Lima (Portugal) | Medalla de plata | C1          |